# Lili Binder
Lili Binder, Taufname Lily Johanna Wipf (* 13. März 1919 in Schaffhausen; † 20. August 1999 in Zürich), war eine Schweizer Weberin, Zeichnerin und Grafikerin. Ihr Werk umfasst Textilkunst, Tapisserie, Federzeichnungen, Monotypien, Radierungen und Zeichnungen.

## Leben und Werk
Lili Binder lernte ihren Mann Walter Binder an der Kunstgewerbeschule Zürich kennen, wo er u. a. das von ihr besuchte Fach, Schriftschreiben unterrichtete. Zusätzlich unterrichtete Binder sie auch privat, in der Gestaltungs- und Formenlehre. 1945 heiratete das Paar.
Lili Binder absolvierte nach ihrer Schulzeit eine Ausbildung in Tanz und Gymnastik in Deutschland. Wieder in der Schweiz begann sie eine Grafiklehre bei dem Werbegrafiker Gamper in Zürich. Zudem nahm sie Malunterricht bei Oskar Dalvit und Schriftschreiben bei Walter Binder. In den 1950er-Jahren entdeckte sie das Weben als Ausdrucksmedium.
Ab 1968 setzte Lili Binder Zeichnungen ihres verstorbenen Mannes in ihren Webstücken um. Zudem wandte sie sich der Federzeichnung und Radierung zu.
Lili Binder war Mitglied der Gesellschaft Schweizer Malerinnen, Bildhauerinnen und Kunstgewerblerinnen (GSMBK). Ihre Werke stellte sie in Gruppen- und Einzelausstellungen aus. Im Rahmen von Ausstellungen der GSMBK waren ihre Arbeiten auch in Berlin und Jerusalem zu sehen.
1979 gründete sie zusammen mit anderen Schweizer Textilkünstlerinnen die Arbeitsgemeinschaft «Gruppe 78» in Zürich. Im gleichen Jahr zeigte das Gewerbemuseum Winterthur sowie das Kornhaus Bern eine Werkschau der Textilkünstlerinnenvereinigung.